# Таж (бронепалубен крайцер)
„Таж“ (на френски: Tage) е бронепалубен крайцер на ВМС на Франция. Построен е през 1880-те години на 19 век, като е развитие на проекта „Сфакс“. Предназначен е за действия по комуникациите, и има пълно ветрилно стъкмяване на барк.
Следващата стъпка в развитието на френските класове бронепалубни крайцери е „Амирал Сесил“.

## Конструкция

### Корпус
По своята архитектура, „Таж“ е типичен представител на френските кораби от онова време. Силуетът на крайцера е определян от солидния таран, извития навътре борд и надвисналата кърма. Крайцерът има полубак и полуют, а корпусът е от стомана. Дъното е обшито с мед и тиково дърво.

### Въоръжение
От 8-те 164 mm оръдия, две се намират в носовата част на кораба, на горната палуба, и могат да водят огън по курса през амбразури. Останалите са разположени в спонсони. 138 милиметровите оръдия са в батарея, намираща се на батарейната палуба.

### Броня
Защитата на крайцера е осигурена преди всичко от бронирана палуба. Нейната скосеност достига до 2 метра под водолинията. Над нея са разположени кофердами с ширина един метър и клетки на водонепроницаеми отсеци, напълнени с целулоза.

### Силова установка
Крайцерът е оборудван с два хоризонтални парни машини с тройно разширение, считани по това време вече за остарели. Първоначално крайцерът има цилиндрични огнетръбни котли, които по-късно, след модернизация през 1900 г., са заменени с водотръбните котли „Белвил“.

## История на службата
Началото на строежа на „Таж“ е през юли 1885 г. в Сен Назер, в частната корабостроителница Ateliers et Chantiers de la Loire. На вода крайцерът е спуснат на 28 октомври 1886 г., а в строя влиза през декември 1890 г. През 1900 г. на крайцера е извършено превъоръжаване с оръдия нов модел. „Таж“ е изведен от експлоатация през 1910 г.

## Оценка на проекта
Както и неговият предшественик „Сфакс“, „Таж“ е признат за сполучлив кораб. Скоростта е достатъчно висока, а въоръжението позволява да победи с повечето британски крайцери. Въпреки това, въоръжението е разпределено не много удобно. Макар 164 mm оръдия да са на горната палуба, артилерията на 138 mm калибър е на главната палуба, което съществено ограничава нейните ъгли на стрелба. Главният недостатък на крайцера е неговата цена, неприемлиемлива за адептите на „младата школа“, имащи тогава голямо влияние във френските военноморски кръгове. Поради това и следващия бронепалубен крайцер от 1-ви ранг „Амирал Сесил“ е проектиран значително по-малък.